# Emma Kari
Emma Kari (ur. 15 maja 1983 w Espoo) – fińska polityk i działaczka samorządowa, posłanka do Eduskunty, od 2021 do 2022 minister środowiska i zmiany klimatu.

## Życiorys
Absolwentka Uniwersytetu Helsińskiego, na którym uzyskała licencjat, a w 2018 magisterium z filozofii. Dołączyła do Ligi Zielonych. Pełniła funkcję dyrektora wykonawczego jej organizacji młodzieżowej w Helsinkach, pracowała przez kilka lat jako asystentka parlamentarna. Wybierana do rady miejskiej Helsinek, w latach 2013–2015 zajmowała stanowisko jej wiceprzewodniczącej. W wyborach w 2015 po raz pierwszy uzyskała mandat posłanki do Eduskunty. Z powodzeniem ubiegała się o poselską reelekcję w 2019.
W grudniu 2021 objęła urząd ministra środowiska i zmiany klimatu w koalicyjnym gabinecie Sanny Marin. Zakończyła urzędowanie w czerwcu 2022, zastąpiła ją powracająca do rządu liderka partii Maria Ohisalo.